# لوسیانو فروسینی
لوسیانو فروسینی (ایتالیایی: Luciano Frosini; ۲۷ دسامبر ۱۹۲۷ – ۱۶ ژوئن ۲۰۱۷) دوچرخه‌سوار اهل ایتالیا بود.